# Underground Connection
| Оценки критиков | Оценки критиков |
| Источник        | Оценка          |
| --------------- | --------------- |
| Allmusic        | [ 1 ]           |

Underground Connection — совместный альбом американского рэпера PMD и японского продюсера DJ Honda, выпущенный 27 апреля 2002 года на лейбле DJ Honda Recordings.
Альбом был полностью спродюсирован DJ Honda. В записи альбома приняли участие приглашённые рэперы 275, Buttah, CB Mass, Devyn, Don Fu-Quan, J-Boogie и Rob Jackson. Альбом не попал ни в один чарт, и ни один сингл с альбома также не попал в чарты.
Альбом также был выпущен в Корее и содержал один бонус-трек: «New Joint».

## Список композиций
| #  | Название                | При участии                            | Длительность |
| -- | ----------------------- | -------------------------------------- | ------------ |
| 1  | «Underground Connect»   |                                        | 0:52         |
| 2  | «Beginning To End Live» |                                        | 0:35         |
| 3  | «Beginning To End»      |                                        | 3:34         |
| 4  | «Honda 1»               |                                        | 0:10         |
| 5  | «Constant Elevation»    |                                        | 2:09         |
| 6  | «Bruce»                 |                                        | 0:11         |
| 7  | «Who Could You Trust»   | Devyn                                  | 3:00         |
| 8  | «EPMD Live»             |                                        | 0:05         |
| 9  | «Look At U»             |                                        | 3:48         |
| 10 | «Police»                |                                        | 0:04         |
| 11 | «Rhyme 4 Me»            |                                        | 2:50         |
| 12 | «Hip Hop Universal»     |                                        | 0:27         |
| 13 | «Know What I Mean»      | 275, Don Fuquan, J-Boogie, Rob Jackson | 5:20         |
| 14 | «How Many»              | Buttah                                 | 3:05         |
| 15 | «Love Is Love»          | 275                                    | 4:04         |
| 16 | «Banger»                |                                        | 3:00         |
| 17 | «Rocksteady»            |                                        | 0:13         |
| 18 | «Watch Me»              |                                        | 2:55         |
| 19 | «Underground Connect»   |                                        | 1:05         |

## Участники записи
- Пэрриш Смит – вокал, музыкальный продюсер, автор песен, звукорежиссёр, исполнительный продюсер, скретчи («Buckwild»)
- DJ Honda – продюсер, запись, исполнительный продюсер
- Пабло Пуэнте – запись, сведение
- Крис Конвей – сведение
- 275 – приглашённый артист
- Buttah – приглашённый артист
- CB Mass – приглашённый артист
- Devyn – приглашённый артист
- Don Fu-Quan – приглашённый артист
- J-Boogie – приглашённый артист
- Rob Jackson – приглашённый артист
- Энди ВанДетт – мастеринг
- Макс Мацуи – фотограф
- Мицуру Комагата – дизайнер (обложка альбома)